# Areeiro
Areeiro – stacja metra w Lizbonie, na linii Verde. Została otwarta 18 czerwca 1972 wraz ze stacjami Alvalade, Roma, Alameda i Arroios, w ramach rozbudowy tej linii do Alvalade.
Stacja ta znajduje się na Praça Francisco Sá Carneiro, umożliwiając dostęp do stacji kolejowej Roma-Areeiro. Projekt architektoniczny jest autorstwa Dinisa Gomesa i malarki Marii Keil.